# Livny
Livny (rusky Ли́вны) jsou město v Orelské oblasti v Ruské federaci. Při sčítání lidu v roce 2010 měly přes padesát tisíc obyvatel a byly tak druhým největším městem oblasti po Orlu a před Mcenskem.

## Poloha a doprava
Livny leží při ústí Livenky do Bystré Sosny, pravého přítoku Donu. Od Orlu, správního střediska oblasti, jsou vzdáleny přibližně 150 kilometrů jihovýchodně.
Ze severu město obchází dálnice R119 v západovýchodním směru z Orlu do Tambova a ve městě je železniční stanice na severojižní trati z Verchovje (kde se připojuje na trať Orel – Jelec) do Marmyži (kde se připojuje na trať z Kurska do Voroněže).

## Dějiny
První zmínka je z roku 1177. Městem jsou Livny od roku 1586, kdy byly opevněny jako jedna pevností na obranu Muravské cesty.

### Rodáci
- Sergej Nikolajevič Bulgakov (1871–1944), ekonom a teolog
- Rem Viktorovič Chochlov (1926–1977), fyzik
- Leonid Michajlovič Rošal (*1933), pediatr